# Czerkesy
Czerkesy (ukr. Черкеси) – wieś na Ukrainie, w obwodzie odeskim, w rejonie białogrodzkim, w hromadzie Szabo. W 2001 liczyła 302 mieszkańców.